# Stad Schiedam (schip, 1911)
Het stoomschip Stad Schiedam was een vrachtschip uit het begin van de 20e eeuw. Het schip werd in 1911 onder de naam Wimborne gebouwd op de werf van Craig & Taylor & Co. Ltd. in het Engelse Stockton-on-Tees. Vanaf 1936 was het onder de naam Stad Schiedam in dienst van de rederij Halcyon Lijn in Rotterdam.

## Geschiedenis
In 1940 werd het schip op grond van de Zeeschepenvorderingswet onder beheer van de Nederlandsche Scheepvaart- en Handelscommissie in Londen gesteld, die het vercharterde aan het British Ministry of Shipping (later British Ministry of War Transport genoemd).

### De laatste reis
- 01-08-1940 Vertrek van Kingston upon Hull naar Methil (bij Dundee, Scotland) onder kapitein F. van den Berg. Door naar Port Sulphur aan de zuidkust van Noord-Amerika.
- 28-08-1940 In Port Sulphur 8000 ton zwavel geladen voor Engeland en door naar New Orleans, Louisiana. Daar gebunkerd.
- 03-09-1940 Vertrek van New Orleans naar Bermuda.
- 13-09-1940 Vertrek van Bermuda naar Sydney, Nova Scotia[1]
- 16-09-1940 Onderweg gezonken op ongeveer 37°NB 64°WL om 08.50 uur, na een interne explosie. Eerst werd aangenomen dat de explosie is veroorzaakt door een in de lading geplaatste bom, maar na onderzoek in 1946 bleek dat deze theorie niet houdbaar bleek. Meer voor de hand liggend is echter de leeftijd van het schip. Volgens het rapport van de Raad voor de Scheepvaart is het waarschijnlijker dat in het ruim metalen delen tegen elkaar hebben geslagen. Deze metalen delen hebben vonken veroorzaakt welke leidden tot de ontploffingen. De Stad Schiedam was namelijk beladen met zwavel. Het schip zonk binnen drie minuten en de twaalf overlevenden konden zich ternauwernood redden. Na vijf dagen werden de overlevenden opgepikt van een reddingvlot.[2]
- 21-09-1940 De overlevenden werden gered door het s.s. WHITE CREST.[3]